# Concord, New Hampshire

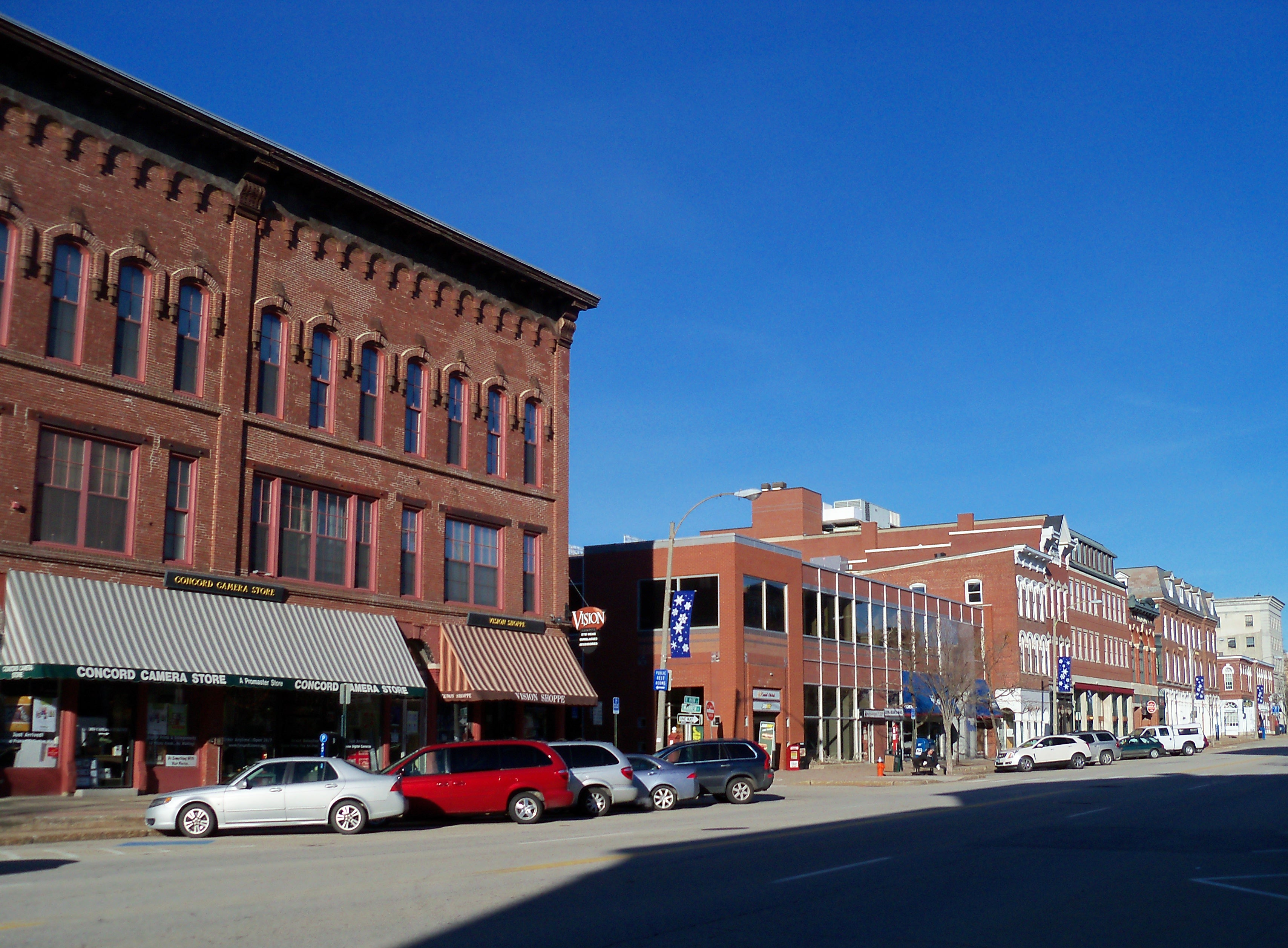

Concord este capitala statului New Hampshire al Statelor Unite ale Americii.
1. ↑   https://www.concordnh.gov/directory.aspx?eid=257, accesat în 31 octombrie 2024 Lipsește sau este vid: |title= (ajutor)
2. ↑  Recensământul Statelor Unite ale Americii din 2010, accesat în 9 iulie 2020